# Урсул, Дмитрий Тимофеевич
Дмитрий Тимофеевич Урсул (10 ноября 1913, Одесский уезд, Херсонская губерния — 1 февраля 1996) — советский учёный, государственный и политический деятель. Доктор философских наук, профессор, академик Академии наук Молдавской ССР. Заслуженный деятель науки Молдавской ССР. Лауреат Государственной премии Молдавской ССР.

## Биография
Родился в 1913 году. Член КПСС с 1941 года.
С 1929 года — на хозяйственной, общественной и политической работе. В 1929—1946 гг. — столяр, учитель, участник Великой Отечественной войны, преподаватель, заведующий кафедрой, заместитель директора по учебной и научной работе Республиканской высшей партийной школы при ЦК Компартии Молдавии, заведующий кафедрой философии Кишиневского сельскохозяйственного института им. М. В. Фрунзе, заведующий отделом философии и права, академик-секретарь Отделения общественных наук Академии наук Молдавской ССР, вице-президент Академии наук Молдавской ССР
Избирался депутатом Верховного Совета Молдавской ССР 11-го созыва.
Умер 1 февраля 1996 года.

## Научная деятельность
Урсул был специалистом по истории философии. Известен тем, что ввел в научный оборот и проанализировал философское наследие Николая Спафария. С 1986 по 1996 годы Урсул организовал пять конференций, посвященных этому мыслителю. Под руководством Урсул защищено несколько докторских диссертаций.

## Публикации
Урсул является автором более 120 научных работ, включая 10 монографий.
- Урсул Д. Т. Философские и общественно-политические взгляды Н. Г. Милеску Спафария. — Кишинев : Госиздат Молдавии, 1955. — 92 с
- Урсул Д. Т. Николай Гаврилович Милеску Спафарий. Москва : Мысль, 1980. 190 с
- Урсул Д. Т. Развитие общественных отношений в Советской Молдавии. Кишинёв: Картя молдовеняскэ, 1967. 375 с.